# Гавро, Людвиг Матвеевич
Людвиг Матвеевич Га́вро (Людовик; при рождении Ла́йош Га́вро (венг. Gavró Lajos) (28 декабря 1894, Брашов — 23 мая 1938, Хабаровск) — советский военный деятель венгерского происхождения, участник Гражданской войны в России, комбриг (1936).

## Биография
Родился в городе Брашов (Трансильвания) в семье шахтёра. С 16 лет участвовал в рабочем движении Австро-Венгрии, член Венгерской социал-демократической партии с 1912 года. За революционную и политическую агитацию приговорён к смертной казни, заменённой на штрафную роту. Во время Первой мировой войны воевал на сербском и итальянском фронтах, прапорщик 32-го гонведного полка австро-венгерской армии.
Находясь в русском плену с 26 мая 1916 года, включился в революционное движение среди военнопленных. Член РСДРП(б) с июня 1917 года. Во время Октябрьской социалистической революции был одним из организаторов Красной Гвардии в Саратове. Председатель иностранного военного совета по организации интернациональных частей Красной Армии в Астрахани. Командир с марта по июнь 1918 года 1-го Астраханского летучего отряда, с июля по декабрь 1918 года — 3-го интернационального батальона, с декабря 1918 по апрель 1919 — 1-го Астраханского Интернационального Коммунистического полка. В 1919—1920 годах — командир 519-го Интернационального полка, а затем 173-й стрелковой бригады 58-й стрелковой дивизии. Принимал участие в боях на Южном и Юго-Западном фронтах. Лайош Гавро особо отличился в боях за Киев против деникинцев и в боевых действиях на реке Буг против польских войск.
После Гражданской войны был назначен комендантом Киевского укрепрайона, являлся киевским губернским военным комиссаром. Затем начальник Всевобуча Украины и Крыма, помощник командующего войсками Украинского военного округа. Позже находился на партийной и государственной работе.
В 1924—1925 годах работал в Коминтерне, фактически — на нелегальной работе по линии разведывательного управления штаба РККА в Болгарии, был арестован, бежал из тюрьмы. В октябре 1926 — октябре 1928 года — генеральный консул в Чугучаке, затем Урумчи, Китай. В должности консула участвовал в расследовании и документировании преступлений атамана Анненкова в Семиречье. В частности, он сообщал в Москву об обнаружении массовых захоронений в местности Ак-Тума. Слушатель Международной ленинской школы (1928—1931), командир 50 стрелковой дивизии в Московском военном округе (апрель 1931 — ноябрь 1933), учился в Особой группе Военной академии РККА им. М.Фрунзе (октябрь 1933 — февраль 1936). После окончания академии в феврале 1936 назначен командиром 92-й Дальневосточной стрелковой дивизии в ОКДВА.

### Арест и гибель
Арестован 1 июля 1937 года. 23 мая 1938 года Военной коллегией Верховного Суда СССР приговорён к смертной казни, расстрелян. Посмертно реабилитирован 21 июля 1956 года определением Военной коллегии Верховного Суда СССР.

## Семья
- В 1926 году женился на Анне Никитичне Фурмановой, вдове комиссара 25-й стрелковой дивизии (которой командовал В. И. Чапаев), писателя Дмитрия Фурманова.

## Награды
Награждён двумя орденами Красного Знамени (1919, 1924).

## Память
В честь Лайоша Гавро в 1970 году была названа улица в Киеве (район Оболонь). Распоряжением Киевского городского головы от 19 февраля 2016 г. улица была переименована в Иорданскую.
В честь Лайоша Гавро также названа улица в с. Ракитное Ровенской области (Рокитновский район).